# Daintree-Nationalpark
Der Daintree-Nationalpark (engl. Daintree National Park) in Queensland, Australien umfasst zwei Areale: einen 170 Quadratkilometer großen Bereich zwischen den Flüssen Daintree und Bloomfield sowie einen rund 565 Quadratkilometer großen Bereich nordwestlich der Stadt Mossman.

## Lage
Der Park befindet sich rund 100 Kilometer nordwestlich von Cairns. Mit 1.375 m ist Thornton Peak der höchste Berg im Park; eine beliebte Tageswanderung führt auf den 770 m hohen Mt. Sorrow, an dessen Fuß sich die kleine Siedlung Cape Tribulation befindet.
Im Westen schließen sich unmittelbar die Nationalparks Mount Lewis, Mount Spurgeon und Mount Windsor an. Im Norden liegen der Cedar-Bay- und der Annan-River-Nationalpark.

## Flora und Fauna
Auf nur 0,01 Prozent der australischen Landfläche leben über 30 Prozent aller Säugetiergattungen, 65 Prozent der australischen Fledermaus- und Schmetterlingsarten und 20 Prozent der Vogelgattungen. Von den hohen Bäumen der Küste mit ihren Lianen, den flussnahen Mangrovenwäldern bis hin zu dem kleinblättrigen Bewuchs der Berge können 13 verschiedene Regenwaldtypen unterschieden werden. 70 Tier- und 700 Pflanzenarten sind hier endemisch.

## Geschichte
1983 wurde der umstrittene Bloomfield Track zwischen Cape Tribulation und dem Bloomfield-Fluss durch den küstennahen Regenwald angelegt und rief internationale Aufmerksamkeit zur Rettung hervor, welche schließlich in eine lokale Kampagne mit Baublockaden durch Aktivisten mündete. Obwohl die Naturschützer die Schlacht um die Straße letztlich verloren, führte dies auf Bundesebene zu einem Umdenken der bislang praktizierten Tolerierung von kommerziellem Holzabbau.
Als Bestandteil des 450 Kilometer langen Küstenabschnittes Wet Tropics of Queensland zwischen Townsville und Cooktown zählt der Park seit 1988 zum Weltnaturerbe der UNESCO. Mehr als 75 Prozent des 1200 km² großen Gebietes bestehen aus tropischem Regenwald und gelten als außergewöhnliches Beispiel ökologischer Evolution und biologischer Diversität.
Der aus Schottland stammende Entdeckungsreisende George Dalrymple (1826–1876) benannte den Nationalpark nach dem australischen Geologen und Fotografen Richard Daintree (1832–1878).